# Machimus cancerae
Machimus cancerae là một loài ruồi trong họ Asilidae. Machimus cancerae được Martin miêu tả năm 1975. Loài này phân bố ở vùng Tân nhiệt đới.